# アルフレッド・ステヴァンス
アルフレッド・ステヴァンス（Alfred Stevens、1823年5月11日 - 1906年8月24日) はベルギーの画家である。

## 略歴
ブリュッセルで生まれた。父親は元軍人で美術品の収集家、画商で、兄に動物画家として知られるジョセフ・ステヴァンス（Joseph Stevens:1816-1892)、弟に美術評論家のアルテュール・ステヴァンス（Arthur Stevens:1825-1890)がいる。母親の両親はブリュッセルで政治家や芸術家の集まるカフェを経営し、14歳のとき父親が死んだ後、祖父母に育てられ、兄弟は知識人の中で育った。1840年から祖父の友人の新古典派の画家フランソワ＝ジョセフ・ナヴェスが校長を務めるブリュッセル王立美術アカデミーで学んだ後、1844年から1849年の間、パリのロマン派の画家、カミーユ・ロクプランの弟子となった。兄のジョセフはすでにパリで動物画家としての修行をしていた。
1849年に祖母が没したことからベルギーに戻り、ブリュッセルで活動し、1851年にブリュッセルの展覧会で何点かが入選した後、1852年にパリにでた。兄の友人のテオドール・ルソーやトマ・クチュールらの画家のグループに加わった。1853年のサロン・ド・パリには3点の出展が認められた。1855年のパリ万国博覧会に出展して入選した。1858年にはベルギーの裕福な家の娘と結婚した。
1860年代には優美な女性の人物画を描き人気作家となった。1863年にフランス政府からレジオンドヌール勲章（シュヴァリエ）を受勲した。(1880年にコマンドゥールを受勲）。

## 作品

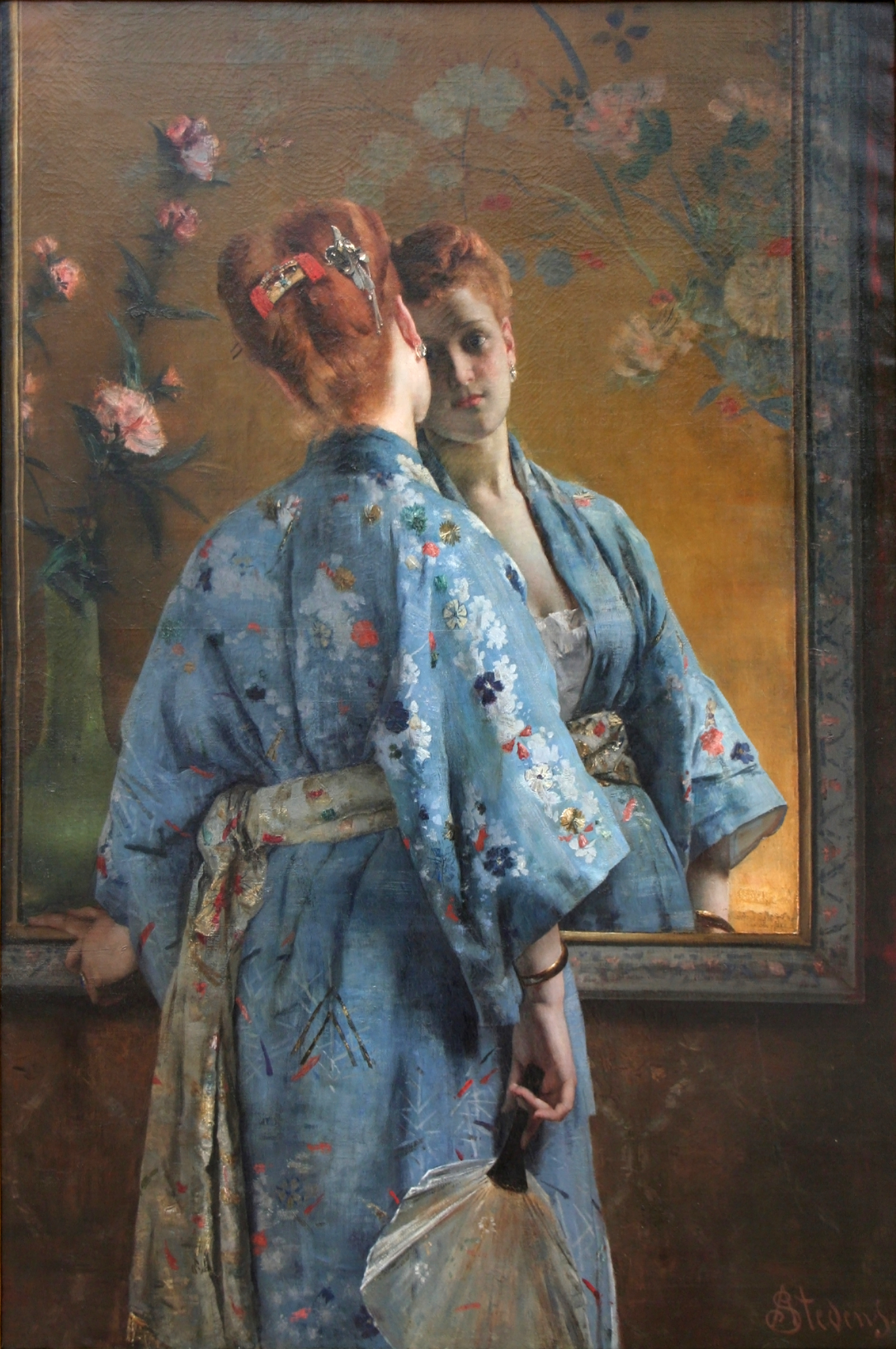
『着物を着たパリ娘』
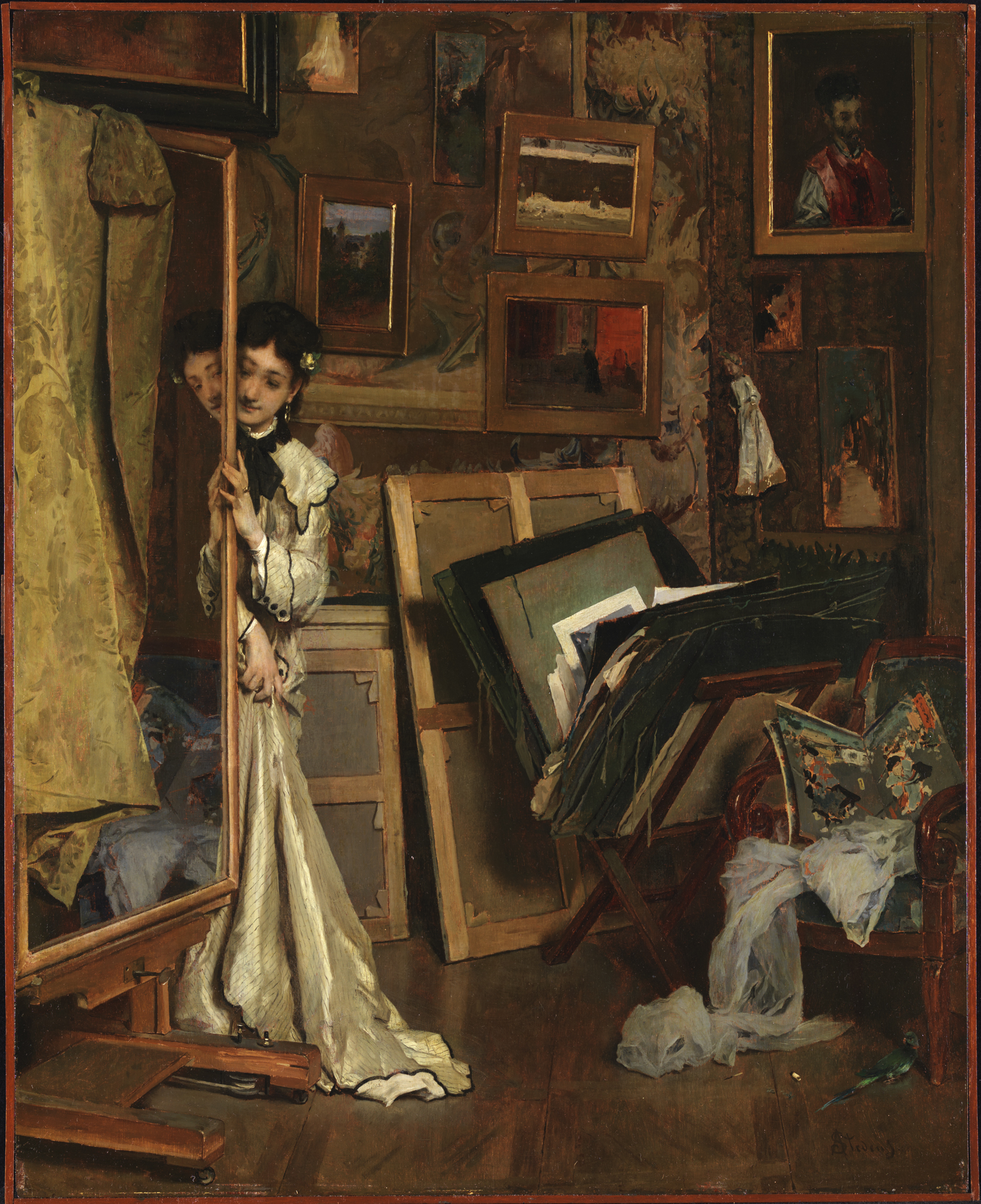
『スタジオで』
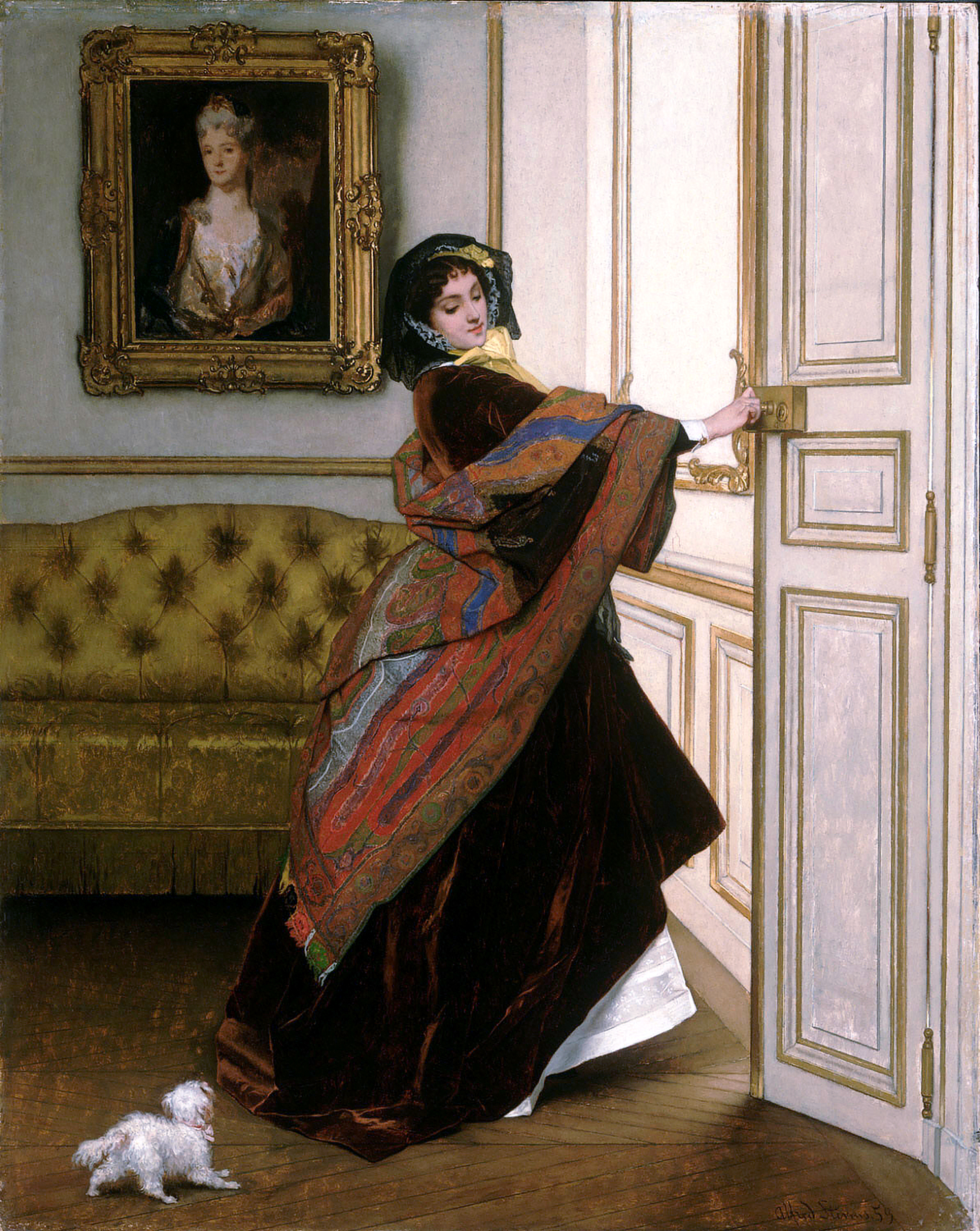
「Will you go out with me, Fido?」
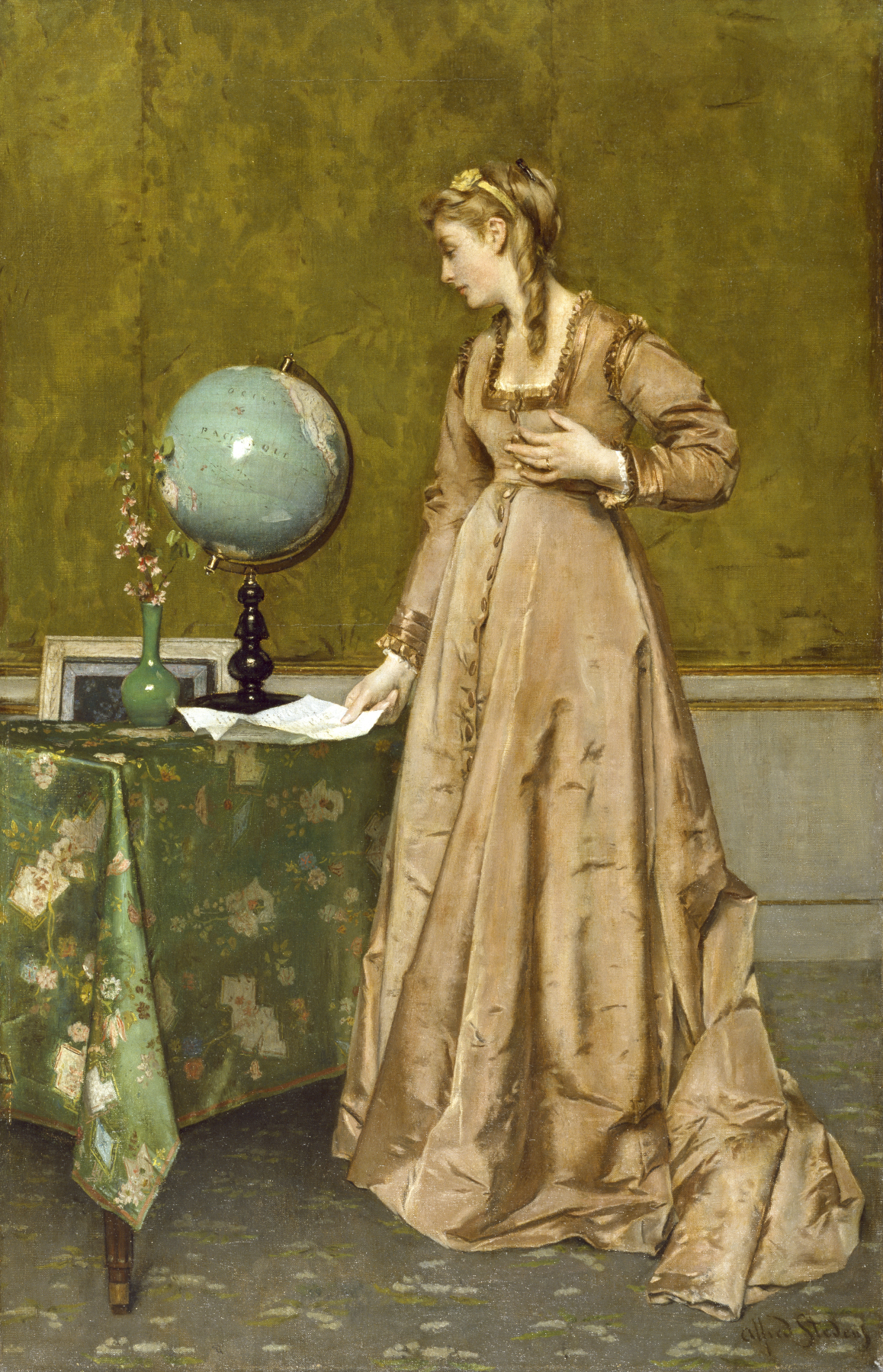
「News from Afar」